# Buddha Air
Buddha Air Pvt. Ltd. (Будда Ейр, неп. बुद्ध एयर) — непальська авіакомпанія, штаб-квартира розташована в місті Лалітпур. Компанія здійснює перельоти по Непалу, в основному між великими містами, пов'язуючи Катманду з іншими дев'ятьма пунктами призначення. Також компанія здійснює екскурсійні польоти до Евересту.

## Історія

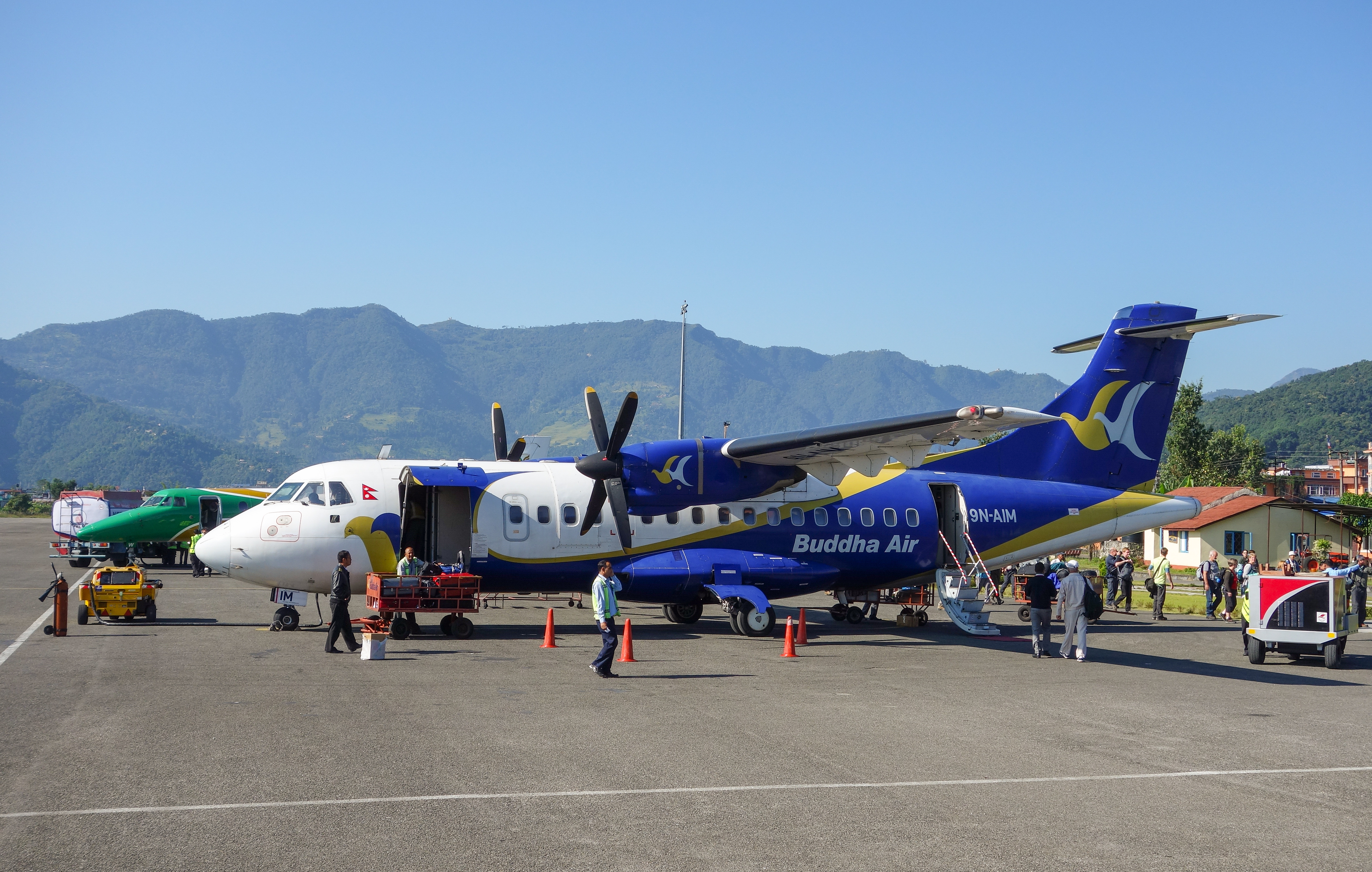
Літак ATR 42 авіакомпанії Buddha Air в аеропорту Покхари

Авіакомпанія розпочала роботу у жовтні 1997 року на нових літаках Beechcraft 1900D.
З 23 серпня 2010 року розпочаті польоти в Королівство Бутан (аеропорт Паро).

## Флот
Станом на 2013 рік парк авіакомпанії складається з:
- 3 літаків ATR 72-500
- 3 літаків ATR 42-320
- 3 літаків Beechcraft 1900D

## Авіаційні події
25 вересня 2011 року літак авіакомпанії Buddha Air зник з радарів під час екскурсійного польоту на горі Еверест. Літак Beech 1900D з 19 пасажирами на борту розбився при заході на посадку. 16 туристів і 3 члени екіпажу загинули.